# Hôtel de Masseran
L'Hôtel de Masseran (o Hôtel Masserano; successivamente Hôtel de Beaumont) è un palazzo privato costruito dall'architetto Alexandre-Théodore Brongniart e situato al civico 11 di Rue Masseran, nel VII arrondissement di Parigi. Si tratta di una delle tante costruzioni costruite dall'architetto nel quartiere degli Invalides alla fine del regno di Luigi XVI. Deve la sua denominazione a Carlo Sebastiano Ferrero-Fieschi, principe di Masserano, trasferitosi in Francia.

## Storia

### La famiglia committente: il principe di Masserano
L'hôtel fu edificato per volere di Carlo Sebastiano Ferrero-Fieschi, principe di Masserano, figlio dell'ambasciatore spagnolo a Londra Vittorio Filippo e di Charlotte Louise de Rohan, figlia del duca Hercule Mériadec de Rohan-Guéméné. Si sposò con Adélaïde Augustine Joachime de Béthune-Chârost-Pologne (o Polonie) (1756-1790) nel 1776, e il 2 febbraio 1805 fu nominato ambasciatore di Spagna a Parigi. La proprietà del palazzo rimase alla famiglia fino alla morte del figlio Carlo Ludovico Ferrero-Fieschi (Parigi, 24 novembre 1782 - Parigi, 6 marzo 1833), con cui la disnastia dei Ferrero-Fieschi, si estinse definitivamente.

### Le successive proprietà
Nel 1836, l'hotel fu acquistato da un banchiere parigino di origine belga Louis François-Xavier De Clercq, che morì nel 1838. Sua moglie, nata Henriette Crombez-Lefebvre, viveva raramente in rue Masseran, preferendo la sua residenza a Oignies. Allo stesso tempo, suo fratello Louis Crombez possedeva l'albergo vicino, Richepanse, n°3 rue Masseran. Un grande salone in stile Luigi XVI fu creato nella seconda metà del XIX secolo, in uno stile così puro da essere stato a lungo considerato una creazione originale di Brongniart. Dopo la morte di Madame de Clercq nel 1878, l'hotel passò a sua figlia, Berthe Aline Françoise Marie, contessa di Boisgelin dal suo matrimonio con Alexandre Marie de Boisgelin, quindi al loro genero, il conte Karl Jacques Marie Théodore Bonnin de La Bonniniere de Beaumont (1852-1913), marito di Henriette Marie Berthe de Boisgelin (1856-1925).
Il loro primogenito, il conte Étienne de Beaumont (1883-1956), amico di Cocteau, mecenate dei balletti russi di Serge de Diaghilev, Braque e Picasso, tra l'altro, vi teneva feste famose. L'hotel ha ispirò Raymond Radiguet, con il suo arredamento, il suo famoso romanzo, Le Bal du comte d'Orgel (1924). Con la moglie, nata Édith de Taisne (1876-1952), Étienne de Beaumont sponsorizzò film e balletti d'avanguardia, poi, dopo la seconda guerra mondiale, fondò la “Franco-American Association” che finanziò numerose mostre. Vi alloggiò Marie Laurencin in uno dei padiglioni del cortile. Nel padiglione all'angolo di rue Duroc, fu abitato dallo scultore americano Jo Davidson (1883-1952).
Dopo la morte del conte di Beaumont, che non aveva figli, l'hotel fu acquistato dal barone Élie de Rothschild (1917-2007) e dalla baronessa, nata Liliane Fould-Springer (1916-2003). Questi riportano al salone denominato "Boffrand", una serie di mobili costruiti dai falegnami Taupin, Le Goupil e Desgoulons tra il 1720 e il 1723 per l'Hôtel de Ségur, al n. 22 di place Vendôme, che apparteneva al barone Fould-Springer, padre della baronessa Liliane.
Negli anni '70, i Rothschild donarono l'Hôtel al presidente della Repubblica della Costa d'Avorio, Félix Houphouët-Boigny (1905-1993), che ne fece la sua residenza parigina fino alla sua morte. A metà degli anni '90, ancora di proprietà della Repubblica della Costa d'Avorio l'Hôtel, la proprietà fu progressivamente abbandonata. Nel 2008 la Costa d'Avorio ne mise in vendita un centinaio di mobili per finanziare il restauro dell'Hôtel. Nel 1992 il ministero della cultura francese lo ha riclassificato nuovamente come monumento storico.

## Architettura
Costruito in stile neoclassico parigino, l'hotel ha una superficie di 3.000 metri quadrati e ne dispone di un parco di 8.590. La facciata del giardino, visibile dal boulevard des Invalides, è scandita da lesene adornate con capitelli corinzi. L'hotel, con il suo giardino, è stato classificato come monumento storico dal 13 agosto 1946. L'hotel ha effigi derorative incise da Jean-Charles Krafft.  L'architetto Brongniart, che abitava a due passi, nella casa che si era costruito in Boulevard des Invalides, era proprietario del terreno su cui è costruito l'hotel, e seguì da vicino il sito del cantiere.